# Paolo Bagnoli
Paolo Bagnoli (Colle di Val d'Elsa, 1º giugno 1947) è uno storico e politico italiano. Professore ordinario di Storia delle Dottrine Politiche, dal 1987 al 1997 ha insegnato presso l’Università Bocconi di Milano e, successivamente, presso la Facoltà di Lettere e Filosofia dell’Università di Siena con sede in Arezzo. 

## Biografia
Storico, giornalista e uomo politico, risiede a Firenze. Si è laureato in Storia della Filosofia Moderna e Contemporanea alla Facoltà di Lettere e Filosofia dell’Università di Firenze con Claudio Cesa (controrelatore Ernesto Ragionieri) 
Ha diretto la Fondazione Primo Conti (1979-1986); il Gabinetto Scientifico-Letterario G. P. Vieusseux (1987-1994); l’Istituto Storico della Resistenza in Toscana (1999-2009)
È socio corrispondente dell’Accademia delle Arti del Disegno e socio ordinario dell’Accademia La Colombaria , dell’Accademia dei Georgofili e dell’Accademia degli Incamminati.

### Interessi di studio
Autore di una ampia produzione scientifica si è occupato, principalmente, della storia delle idee della politica nell’Ottocento e nel Novecento italiano dedicando particolare attenzione alla figure di Giuseppe Montanelli, Piero Gobetti, Carlo Rosselli, Guido Dorso, Filippo Burzio e Luigi Sturzo. Suoi saggi sono stati tradotti in francese , inglese, russo e cinese. 
È curatore degli Scritti giornalistici di Giovanni Spadolini,1948-1994.(Firenze, Polistampa) e delle Opere politiche di Giuseppe Montanelli (Firenze, Polistampa). Per Il Dizionario Biografico degli Italiani ha scritto le voci Giuseppe Montanelli e Augusto Siacci.
Nel 2013 ha ricevuto il Premio Firenze per la “Saggistica Edita” e nel 2012, con il volume Una vita demiurgica. Biografia di Filippo Burzio (Torino, Utet, 2011) ha vinto il Premio Corrado Alvaro per la sezione saggistica.
È stato chiamato a tenere lezioni e seminari nelle seguenti Università straniere: Columbia University (New York): New York University (New York); San José State University (California); Santa Clara University (California); University of Connecticut (Usa); Università Lomonossov (Mosca); Accademia delle Scienze (Mosca) Tamkang University (Taiwan). Ha tenuto corsi presso la Facoltà Valdese di Teologia di Roma.
Fa parte di diverse istituzioni culturali: Deputazione di Storia Patria della Toscana (Firenze, membro vitalizio); Fondazione Spadolini Nuova Antologia (Firenze, membro del consiglio direttivo); Società Toscana per la Storia del Risorgimento (Firenze, membro del consiglio direttivo); Fondazione Filippo Burzio (Torino, membro del comitato scientifico).

### Attività politica e giornalistica
È stato Presidente del Comitato Radiotelevisivo della Regione Toscana; Vice- Presidente della Provincia di Firenze, Presidente dell’Unione Regionale delle Province Toscane, Senatore della Repubblica e Consigliere del CNEL per nomina del Presidente della Repubblica, Carlo Azeglio Ciampi.
Attivo nella politica toscana, dirigente del PSI – componente lombardiana – è stato eletto Senatore – risultando il più votato d’Italia – nel 1994 nel Collegio 4 (Empoli) della Toscana. Aderente al Gruppo Progressisti-Federativo, è stato membro della X Commissione permanente (industria, commercio, turismo) e della Giunta per gli Affari Europei. Termina il proprio mandato nel 1996.
Prima dell’attività accademica ha esercitato la professione giornalistica: è stato Capo Ufficio Stampa del Consiglio Regionale della Toscana e ha svolto, su quotidiani e periodici italiani e stranieri, l'attività di commentatore e opinionista politico. Ha collaborato con diverse testate tra cui l’” Avanti!”, “Il Sole- 24 Ore”, “La Stampa”, “La Nazione”, “Il Telegrafo”, “Il Tirreno”, ”Il Tempo”, “Italia Oggi”, “L’Avvenire dei Lavoratori”, “Il Corriere del Ticino”, “Il Corriere di Firenze”.
Collabora regolarmente a riviste di tipo scientifico e culturale tra le quali “Il Ponte”, “Nuova Antologia”, “Libro Aperto”, “Critica liberale”.
È membro del Comitato Scientifico della rivista “Storia e Politica” (Università di Palermo); membro del Comitato di valutazione della rivista “Archivio Storico dell’Irpinia”: membro dello Scientific Board della collana “Storie e Politica” (Dipartimento di Scienze Politiche, Università di Pisa); dirige le collane “Polis” (Polistampa, Firenze) e “Quaderni di Politica” (Biblion, Milano). Nel 2012 ha fondato e dirige il mensile “La Rivoluzione Democratica”; dirige la “Rivista Storica del Socialismo”. Ha fondato e diretto la rivista “il Vieusseux”.

## Opere principali
- L’eretico Gobetti, Milano, La Pietra, 1978.
- Le parole della sinistra, Presentazione di E. Di Nolfo, Firenze, Vallecchi, 1980.
- Le idee di Filippo Burzio, Firenze, Sansoni, 1982.
- Piero Gobetti: cultura e politica in un liberale del Novecento, Prefazione di N. Bobbio, Firenze, Passigli, 1984.
- Carlo Rosselli: tra pensiero politico e azione, Prefazione di G. Spadolini, Firenze, Passigli,1985.
- Democrazia e Stato nel pensiero politico di Giuseppe Montanelli (1813-1862), Presentazione di G. Spadolini, Prefazione di A. Agnelli, Firenze, Olschki, 1989.
- La nuova storia. Politica e cultura alla ricerca del socialismo liberale, Presentazione di R.Treves, Firenze, Festina Lente, 1992.
- Repubblica Democrazia Stato. Idee politiche e crisi storiche, Prefazione di J. G. A. Pocock, Firenze, Polistampa,1994.
- La politica delle idee. Giovan Pietro Vieusseux e Giuseppe Montanelli nella Toscana preunitaria, Firenze, Polistampa, 1995.
- Rosselli, Gobetti e la rivoluzione democratica: uomini e idee tra liberalismo e socialismo, Scandicci, La Nuova Italia,1996.
- Piero Gobetti and the Liberal Revolution in Italy, London, Routledge,1997.
- Profilo di storia del pensiero politico italiano del Novecento, Firenze, Polistampa,1999.
- The Liberal Socialism. Four essays on The Political Thought of Carlo Rosselli, NewYork, S.F.Vanni, 1999.
- The Revolution of Liberalism. Five Essays on Piero Gobetti’s Political Thought, New York, S.F.Vanni, 2000.
- Studi sull’elitismo [con E.A.ALBERTONI], Milano, Giuffré, 2001.
- Carlo Rosselli. Il socialismo delle libertà, Firenze, Polistampa, 2002.
- La politica della libertà. Giuseppe Montanelli, uomini e idee della democrazia risorgimentale, Firenze, Polistampa, 2002.
- Il metodo della libertà. Piero Gobetti tra eresia e rivoluzione, Reggio Emilia, Diabasis, 2003.
- L’idea dell’Italia (1815-1861), Reggio Emilia, Diabasis, 2007.
- Una famiglia nella lotta. Carlo, Nello, Amelia e Marion Rosselli dalle carte dell’archivio dell’ISRT, Firenze, Polistampa, 2007.
- L’Italia del Novecento: cultura civile e impegno politico, Firenze, Polistampa, 2008.
- L’uomo morale e la rivoluzione italiana. Una lettura nuova di Piero Gobetti, Ravenna, Libro Aperto, 2009.
- Il socialismo di Tristano Codignola, Milano, Biblion, 2009.
- Una vita demiurgica. Biografia di Filippo Burzio, Torino, Utet, 2011.
- L’Italia e il Risorgimento lungo, Milano, Biblion, 2013.
- Carlo Rosselli. Socialismo, giustizia e libertà, Milano, Biblion, 2015.
- Invito all’azionismo. Scritti storico-critici sul Partito d’Azione: idee e uomini, Milano, Biblion, 2016.
- L’Italia civile dei Rosselli, Milano, Biblion, 2019.
- Il futuro di Piero Gobetti. Scritti storico-critici, Torino, Centro Studi Piemontesi, 2019.

## Onorificenze
- Cavaliere dell’Ordine al Merito della Repubblica Italiana
- Commendatore dell’Ordine al Merito della Repubblica Italiana
- Grand’Ufficiale dell’Ordine al Merito della Repubblica Italiana
- Cavaliere di Gran Croce dell’Ordine al Merito della Repubblica Italiana
- Cavaliere delle Palmes Academiques della Repubblica Francese.